# جون كونراد أوتو
جون كونراد أوتو (بالإنجليزية: John Conrad Otto) هو طبيب أمريكي، ولد في 15 مارس 1774، وتوفي في 26 يونيو 1844.